# Абель, Рудольф Иванович
Рудольф Иванович (Иоганнович) Абель (1900, Рига — 1955, Москва) — сотрудник советской внешней разведки, подполковник государственной безопасности. Его именем воспользовался разоблачённый в США резидент советской разведки Вильям Генрихович Фишер, за которым оно впоследствии закрепилось.

## Биография

### Ранние годы
Родился в Риге 23 сентября 1900 года. Его отец был трубочистом. У Рудольфа Абеля было два брата: старший — Вильгельм и младший — Готфрид.
Поступил в четырёхклассное городское училище, которое окончил в 1914 году. Стал зарабатывать деньги, устроившись на работу курьером-рассыльным. В 1915 году перебрался в Петроград, где поступил на общеобразовательные курсы. Сдал экстерном экзамены за четыре года реального училища.

### Служба в Балтфлоте
После революции 1917 года ушёл добровольцем на Балтийский флот, в последующие два года служил кочегаром на военных транспортных судах. Участвовал в нескольких ожесточённых боях в районе Волги и Камы во время короткого периода службы на миноносце «Ретивый». Член РКП(б) с 1918 года.
В январе 1920 года поступил на курсы радистов при Балтфлоте, в Кронштадте. В 1921 году получил направление на Дальний Восток, по специальности, в составе отряда, созданного из моряков-добровольцев. С конца 1921 до 1923 года служил в Амурской военной флотилии на канонерских лодках. В период 1923—1924 годов некоторое время занимал пост военного контролёра в Петропавловске-Камчатском, а затем работал начальником радиостанции на острове Беринга.

### Начало разведдеятельности
В 1924 году Рудольф Абель демобилизовался. С 1924 по 1926 годы работал электриком и радистом при Совторгфлоте во Владивостоке. С этого периода прослеживается связь Абеля с разведывательной деятельностью: в 1926—1927 гг. он — комендант советского представительства в Шанхае, а в 1927 году — уже сотрудник ИНО ОГПУ. С 1927 до 1929 года работал радистом при полпредстве СССР в Пекине. После разрыва отношений СССР с Китаем был отозван в Москву и направлен на нелегальную разведывательную работу за рубежом, в которой ему помогало безупречное владение английским, немецким и французским языками.

### Арест брата
Вернувшись в СССР в 1936 году, Абель устроился на работу в Центральный аппарат внешней разведки, в 7-й отдел ГУГБ НКВД СССР. Там он познакомился с Вильямом Фишером. Вскоре они стали очень близкими друзьями, заслужив у коллег шутливые прозвища «Фишерабель» или «Абельфишер». В 1938 году Абель был уволен по причине ареста брата — Вольдемара Абеля (1898—1938), начальника политического отдела Балтийского государственного морского пароходства, впоследствии расстрелянного. Никакого преследования в отношении Абеля не было. Сменил много мест работы, служил в военизированной охране, а затем был отправлен на досрочную пенсию. Жил в Москве в коммунальной квартире по адресу ул. Мархлевского д. 3 кв. 37 с женой Асей и сыном старшего брата Авангардом, которого смог забрать из Турменской ССР из ссылки.

### Деятельность в военный период
В первые дни войны, в июле 1941 года, приказом наркома внутренних дел СССР была создана Особая группа при НКВД, которой поручалась организация разведывательно-диверсионной работы и партизанской войны в тылу немецко-фашистских войск. Для этого ей были приданы Войска Особой группы, входившие в структуру войск НКВД. Особая группа при Наркоме внутренних дел была сформирована на базе 1-го (разведывательного) управления Наркомата госбезопасности, возглавил её заместитель начальника Первого управления Павел Судоплатов. 3 октября 1941 года Особая группа была преобразована во 2-й отдел (зафронтовой работы) НКВД СССР: разведка, диверсии и террор в тылу противника. Начальником отдела был утверждён П. А. Судоплатов. Начальниками ведущих направлений и групп были назначены Я. И. Серебрянский, М. Б. Маклярский, В. А. Дроздов, А. Э. Тимашков, Г. И. Мордвинов.
Испытывая острую потребность в квалифицированных кадрах, Судоплатов и Эйтингон обратились к Берии с предложением освободить из тюрем и вернуть на службу уволенных бывших сотрудников разведки и госбезопасности.
Так в 1941 году Абель вновь стал сотрудником НКВД-НКГБ. Великая Отечественная война нашла применение талантам Абеля — он готовил диверсионные разведгруппы для работы в тылу противника, неоднократно сам выполнял разведзадания на линии фронта и за ней. Осенью 1941 года Абель и Фишер работали в прифронтовой полосе, готовили  радистов для партизанских отрядов. Затем оба преподавали во Всесоюзной школе радистов (Денежный переулок, д. 9/6). С августа 1942 года по январь 1943 года Абель отвечал за оборонную деятельность на Главном Кавказском хребте, являясь начальником оперуполномоченной разведгруппы.
27 сентября 1946 года вышел в отставку.
Скоропостижно скончался в Москве 17 декабря 1955 года и был похоронен на Введенском кладбище (27 уч.).
Его племянник, Авангард Вольдемарович Абель (род. в 1925, Владивосток) — участник Великой Отечественной войны, с 1956 года жил в Волгограде, работал фотографом в «Волгоградоблфото». Был заместителем председателя правления областной ассоциации Всесоюзной ассоциации жертв незаконных репрессий.
Младший брат — Готфрид всю жизнь прожил в Риге, работал на мебельной фабрике. Одна из его дочерей, Марута, вышла замуж за олимпийского чемпиона по велоспорту Иманта Бодниекса.

## Спасительное имя
Когда Рудольф Иванович скончался, его лучший друг  Вильям Генрихович Фишер находился на спецзадании в США, легализовавшись в Бруклине под именем Эмиля Роберта Гольдфуса, держателя фотоателье и живописца-любителя. 21 сентября 1957 года Фишер был арестован ФБР и, с целью оповестить Центр о провале, назвался именем своего друга Рудольфа Абеля, о смерти которого не знал. Назвав имя хорошо известного руководству своего друга, Вильям Генрихович сообщил, что свое настоящее имя выдавать не намерен,  сдаваться и сотрудничать с иностранными спецслужбами не будет и выполнит данную стране присягу. Он отверг все попытки агентов ФБР привлечь его к сотрудничеству, что повлекло за собой широко освещавшийся в американской прессе судебный процесс по делу № 45094 «Соединённые Штаты Америки против Рудольфа Ивановича Абеля». Фишеру-Абелю предъявили обвинение в передаче СССР особо важных материалов по американским атомным разработкам, а также в нелегальном пребывании в США в качестве агента иностранной державы без регистрации в Госдепартаменте. Он был приговорён к 30 годам заключения, но в 1962 году обменян на американского лётчика-разведчика Ф. Г. Пауэрса и ещё нескольких американских шпионов. С тех пор В. Г. Фишер был известен в Советском Союзе и во всём мире как Рудольф Абель.

## Награды
Получил орден Красного Знамени, два ордена Красной Звезды и многочисленные медали, которыми был отмечен за заслуги на разведфронте, а также знак «Заслуженный работник НКВД».